# Ландскруна
Ландскруна или Ландскрона (швед. Landskrona) град је у Шведској, у јужном делу државе. Град је у оквиру Сканског округа, где је пети по величини и значају град. Ландскруна је истовремено и седиште истоимене општине.

## Природни услови
Ландскруна се налази у јужном делу Шведске и Скандинавског полуострва. Од главног града државе, Стокхолма, град је удаљен 575 км југозападно. Од првог већег града, Малмеа, град се налази свега 40 км северно.
Ландскруна се сместила на источној обали Ересундског пролаза, мореуза између Северног и Балтичког мора. Градско подручје је равничарско, а надморска висина се креће 0-15 м.

## Историја
Подручје Ландскруне било је насељено још у време праисторије. У средњем веку овде се јавио прво манастир, око кога се образовано насеље. Оно је 1412. године добило градска права од стране данског краља, у оквиру чијег краљевства се налазило.
После споразума у Роскилдеу 1658. године Шведска добија подручја на данашњем југу државе, па и данашњи град Ландскруну. Иако је нова држава имала велике планове око будућности града, они нису били остварени, па је град таворио следећа два века. 
Нови замах Ландскруна доживљава у другој половини 19. века са доласком индустрије и железнице. Ово благостање траје и дан-данас.

## Становништво
Ландскруна је данас град средње величине за шведске услове. Град има око 30.000 становника (податак из 2010. г.), а градско подручје, тј. истоимена општина има око 42.000 становника (податак из 2010. г.). Последњих деценија број становника у граду брзо расте.
До средине 20. века Ландскруну су насељавали искључиво етнички Швеђани. Међутим, са јачањем усељавања у Шведску, становништво Ландскруне је постало шароликије.

## Привреда
Данас је Ландскруна савремени град са посебно развијеном индустријом и лучким делатностима. Последње две деценије посебно се развијају трговина, услуге и туризам.

## Галерија
- Градска тврђава
- Стари део града
- Градска црква Софија Албертина
- Стамбени део града